# Кејти Ледеки
Кетлин Џеневив Ледеки (енгл. Kathleen Genevieve Ledecky; Бетесда, 17. март 1997) америчка је пливачица чија је специјалност пливање слободним стилом.
На Летњим олимпијским играма 2012. освојила је златну олимпијску медаљу у дисциплини 800 метара слободно. Трку је отпливала за 8:14,63 што је друго најбрже време у историји у овој дисциплини. У тој трци била је бржа од тадашње светске и олимпијске рекордерке Ребеке Адлингтон из Велике Британије. Уједно је оборила и 13 година стар национални рекорд који је поставила Џенет Еванс 1989. (8:16,22).
Прво сениорско такмичење на ком је Ледеки учествовала било је изборно такмичење САД за олимпијске игре у Омахи (Небраска) где је испливала трку за 8:19,78. На том такмичењу била је за две секунде бржа од Кети Зиглер и тако је изборила наступ на играма у Лондону. Она је са 15 година била најмлађи члан америчког олимпијског тима. На истим квалификацијама остварила је треће време на 400 метара слободно (4:05,00) и девето на 200 метара слободно (1:58,66). Њено време остварено на 400 метара слободно је најбржи резултат икада остварен у доби од 15 и 16 година старости.

## Лични рекорди
Закључно са 8. августом 2015.
| Дисциплина     | Резултат | Место                       | Датум            | Нап. |
| -------------- | -------- | --------------------------- | ---------------- | ---- |
| 100м слободно  | 53.75    | серија 2016.                | 15. јануар 2015. |      |
| 200м слободно  | 1:53.73  | Летње олимпијске игре 2016. | 9. август 2016.  |      |
| 400м слободно  | 3:56.46  | Летње олимпијске игре 2016. | 7. август 2016.  | СР   |
| 800м слободно  | 8:04.79  | Летње олимпијске игре 2016. | 12. август 2015. | СР   |
| 1500м слободно | 15:25,48 | Светско првенство 2015.     | 4. август 2015.  | СР   |